# Piraza
Piraza (ryska: Пираза) är en ort i Azerbajdzjan.   Den ligger i distriktet Ağdaş Rayonu, i den centrala delen av landet, 220 km väster om huvudstaden Baku. Piraza ligger 10 meter över havet och antalet invånare är 1 461.
Terrängen runt Piraza är mycket platt. Närmaste större samhälle är Barda, 19,1 km väster om Piraza.
Trakten runt Piraza består till största delen av jordbruksmark. Runt Piraza är det ganska tätbefolkat, med 129 invånare per kvadratkilometer.